# Curva (gemeente)
Curva is een gemeente (municipio) in de Boliviaanse provincie Bautista Saavedra in het departement La Paz. De gemeente telt naar schatting 3.658 inwoners (2018). De hoofdplaats is Curva.